# Орхан I
Орха́н I Газі, Урхан (Орган I Ґазі, Урган; осман. أورخان غازي, трансліт. Orhân Gâzî, тур. Orhan Gazi, Birinci Orhan; 1281—1362) — турецький бей з династії Османів, другий правитель османської держави, що правив з 1326 по 1362 роки.
При Орхані було створено багато умов для перетворення невеликого османського бейлика на сильну державу. У 1327 році було викарбувано перші османські срібні монети (акче), влада османів в Анатолії значно посилилася, державна організація стала правильнішою, а армію османів, що раніше складалася з однієї лише регулярної кінноти, було реорганізовано, вона поповнилася піхотним корпусом, складеним з яничарів. Також Орхан здійснив перші турецькі завоювання у Європі. Орхан перший з османських правителів, який мав в гаремі дочок європейських правителів.

### Титул
Історики називають Османа і Орхана султанами, хоча вони називали себе лише беями або емірами. Ібн Баттута називає султаном і Османа, і Орхана, але султаном з X століття могли називати будь-якого світського правителя.
Є розбіжності щодо того, хто першим з османських правителів взяв титул «султан». На думку одних вчених, сам назвав себе султаном Орхан, на думку інших — лише син Орхана, Мурад I, в 1383 році. На деяких османських монетах, карбованих за Орхана, можна прочитати «ал-султан ал-азам» (великий султан, султан султанів), але використання титулу «султан» за Орхана було непостійним.

## Життєпис
Ще під час правління свого батька Османа I Орхан грав помітну роль у житті османського держави. Він керував облогою великої візантійської фортеці Бруса в північно-західній Анатолії. У той час османське військо складалося з однієї лише кінноти і не мало облогових машин, без яких штурм добре укріпленого міста був неможливий. 1316 року Орхан розпочав облогу Бруса, продав у рабство мешканців-християн з околиць міста і заселив околиці турками. Місто трималося десять років і здалося туркам лише у 1326 році, в рік смерті Османа I. Успадкувавши владу в османському бейліку, Орхан переніс столицю держави в Бурсу (так турки стали називати Брус). Нову столицю Орхан мріяв зробити культурним центром мусульманського світу: було побудовано чудові мечеті й відкрито ісламську академію, у якій навчалися студенти з Персії та Аравії.
Був молодшим з синів Османа I. Батько зробив його своїм наступником за неабиякі військові здібності. Прийнято вважати, що Орхан був молодшим із синів Османа I. Всупереч поширеній думці, він не був спадкоємцем Османа, він був одним з декількох можливих спадкоємців — структура племінного устрою передбачала передачу влади голосуванням старійшин (знаті) племені будь-якому родичу чоловічої статі колишнього вождя. Таку процедуру проходив і батько Орхана — Осман. За легендами, у Османа був старший син, Алаеддін, який не отримав більшості голосів на раді племені, на відміну від Орхана, якого вважали краще. Алаеддін не образився і залишався вірним помічником свого брата. Існує навіть легенда, що він сам відмовився від пропозиції Орхана розділити державу після смерті батька, але прийняв його пропозицію стати першим великим візиром. Згідно турецькому історику Халілу Іналджіку, якщо у Османа і був син Алаеддін, то він був молодшим. За тюрксько-монгольським традиціям кочівників молодший син залишався з батьками, а воювали старші сини. У хроніці Якши Факиха в переказі Ашікпашазаде написано: «Народився у Османа син Алаеддін і залишив він його при собі». А Орхан, як повідомляють хроніки, брав участь у військових кампаніях батька і під його керівництвом, і самостійно. Останнім часом з'явилася точка зору, що всі події і всі люди, що згадуються в наративних джерелах про перші століття становлення імперії, виключно легендарні. Згідно з цією версією Алаеддін і Кьосе Міхаль — вигадані персонажі. Лорд Кінросс теж вважав, що першим візиром Османського бейлика була інша людина — Ходжі Камалладіноглу Алаеддін-паша, не був сином бея Османа.
Орхан почав реформувати армію, яка раніше складалася виключно з регулярної кавалерії. Був створений піхотний корпус, також при Орхані юних полонених стали навертати на іслам і робити з них воїнів. Як і за його батька, у володіння Орхана в північно-західній Анатолії продовжили стікатися воїни газавату з усіх сусідніх турецьких еміратів для битви з Візантією. Армія Орхана складалася з 25 тисяч навчених воїнів. Османи продовжили захоплювати візантійські міста в Малій Азії. 1331 року впала Нікея (сучасний Ізнік), а в 1337 році — Нікомедія (сучасний Ізміт). Ізміт став першою верф'ю і гаванню зародження турецького флоту.
У 1345 отримав доступ до протоки Дарданели, без особливої боротьби приєднавши сусідній бейлік Карасу, ослаблений міжусобними війнами. Тоді ж османи втрутилися в громадянську війну в Візантії (1341—1347) на боці майбутнього імператора Іоанна VI Кантакузина і відправили шість тисяч воїнів на Балкани для війни з чинним імператором Іоанном V Палеологом. На підтвердження союзу за Орхана було видано дочку Іоанна VI, Феодору. Незважаючи на союз з візантійським імператором, Орхан таємно провадив переговори з сербським царем Стефаном Душаном, який сподівався на допомогу турків у захопленні Константинополя. Проте цьому союзу не судилося відбутися, оскільки візантійці перехопили і вбили послів Орхана, які повинні були сповістити Стефана про готовність османського правителя надати йому підтримку.

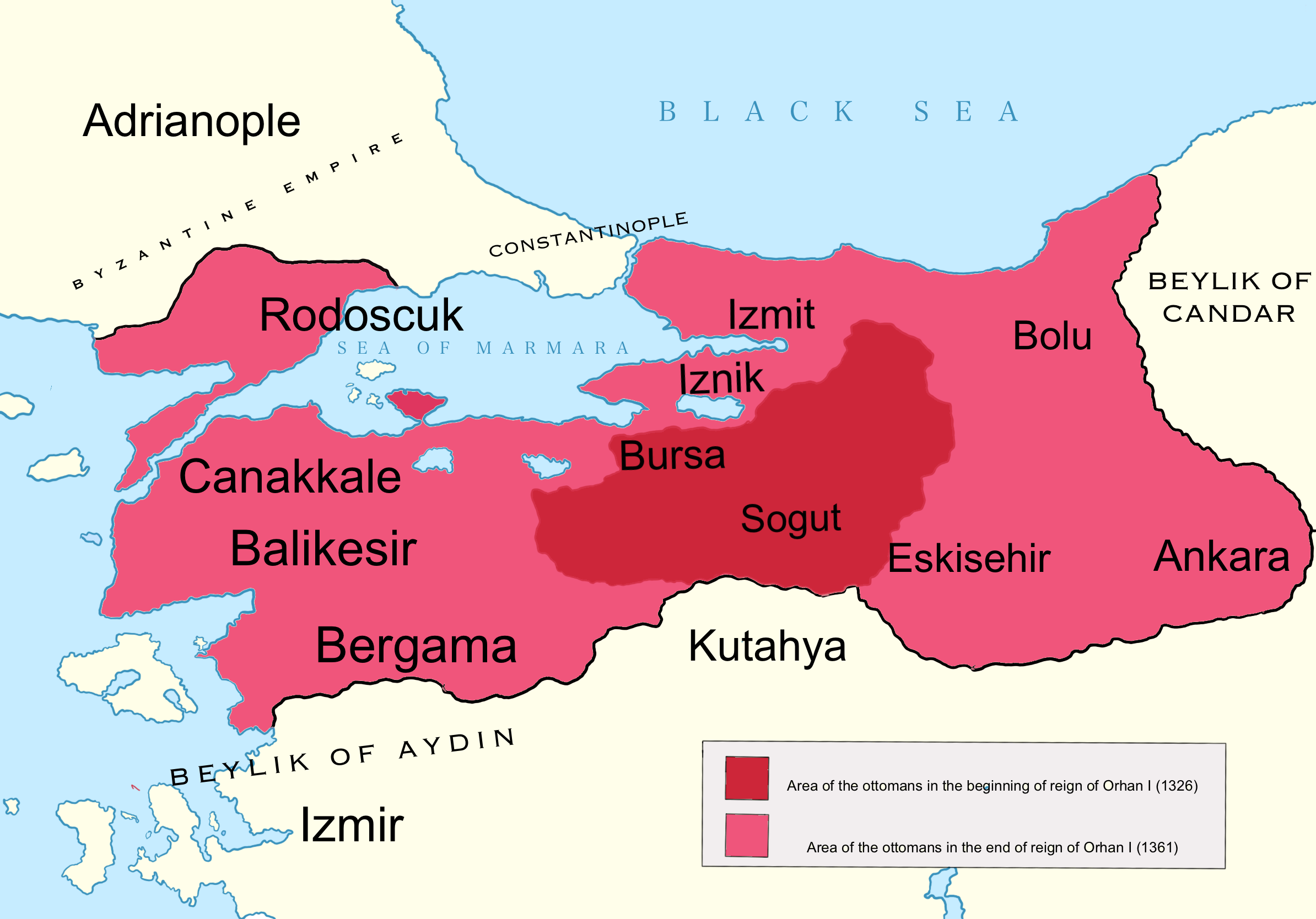
Карта завоювань Орхана І

У той самий час Іоан VI регулярно брав османських воїнів як наймане військо у війнах з сербами і болгарами. У 1353 році син Орхана, Сулейман, прибув на Галліпольський півострів, щоб вступити у володіння фортецею Цімпе, обіцяний візантійським імператором його батькові. Незабаром в результаті Фракійського землетрусу обвалилися стіни сусідньої фортеці Калліполь, яку Сулейман відразу ж зайняв. Півострів незабаром був заселений турками і став першою османською територією в Європі. Втрата Галліполі стала причиною позбавлення влади імператора Іоанна Кантакузина, якого піддані звинувачували у продажу Константинополя османам. Однак і імператор Іоанн V Палеолог, що став у 1354 році одноосібним правителем Візантії, був сильно залежний від Орхана. Він не перешкодив подальшому заселенню турками.
У 1354 році Орхан захопив Анкару, яка перебувала під владою хана Хулагу. В 1357 році молодший син Орхана Халіл був захоплений християнськими піратами в полон в затоці Ізміт і доставлений в Фокею. Галіль Іналджик вважає, що захоплення Халіла насправді є інструментом візантійців для примусу Орхана до миру. Візантійським губернатором Фокеї був Лео Калофетос. Іоанн Кантакузін, дід Халіла, запропонував себе як посередника в переговорах з Лео Калофетосом, щоб звільнити хлопчика. Калофетос відмовився співпрацювати, поки Імператор не заплатив йому викуп в розмірі 100 000 гіперпіронів. У 1358 році Орхан особисто зустрічався з Лео і передав викуп за сина. Орхан підписав договір, згідно з яким він припиняв набіги на візантійські землі. Так само він відмовився від підтримки Матвія, бунтівного сина Іоанна Кантакузіна, у Фракії, і в конфлікті батька і сина перейшов на бік імператора Іоанна. До моменту укладення договору, за словами Григори, старший син Орхана Сулейман вже був мертвий.
У 1361 році Орхан захопив Дідімотіхо, інше важливе фракійське місто. 1 березня 1362 року Орхан помер, залишивши спадкоємців грізну державу зі значними територіями як в Анатолії, так і в Європі.

## Пам'ять
Орхан будував мечеті, медресе, хамами, хани (постоялі двори) і Імарет. Наприклад, збереглися мечеті Орхана в Бурсі, Карасу, Кандира, Гебзе, Коджаелі. Орханом було побудовано перше османське медресе в 1331 році в Ізнику. Всього в період правління Орхана було побудовано 11 медресе, з них 8 — членами сім'ї Орхана. Перший готель (Емір Хан або Бей Хан) був побудований в Бурсі Орханом, в ньому було 74 кімнати на двох поверхах.
Основною заслугою Орхана було територіальне розширення бейлика. При Орхані були істотно збільшені османські землі в Анатолії та розпочато завоювання Румелії.
У 1327 році були викарбувані перші срібні акче. Його керівники були знайомі з класичним веденням канцелярії. Візантійська система прони (грец. Πρόνοια) і запозичена у сельджуків система ікта за Орхану дали початок системі тимарів (тур. Tımar). (Грецьке слово пронія і турецьке Тимар означають турбота, піклування.)
Ібн Баттута писав про нього: «Султан Бурси — Орхан Бек, син Османджіка. Він — найбільший з туркменських королів і багатющий в майні, землях і армії і володіє майже сотнею фортець, які він постійно відвідує для інспекції. Він бореться з невірними і тримає в облозі їх». Пахимер назвав його найенергійнішим з тюркських емірів, які тероризують Візантію.
Орхан вважається другим з трьох засновників Османської імперії, при ньому невелике тюркське плем'я остаточно перетворилося на сильну державу з сучасною армією.
У 2011 році в Бурсі був відкритий Унівестітет Орхангази. Місто Орхангази, розташоване на березі озера Ізнік навпроти Нікеї, назване на честь Орхана, який заснував на цьому місці поселення після завоювання Віфінії.

## Дружини та діти
1. Нілюфер-хатун — згідно з легендами — дочка Текфур Ярхісара, шлюб з якою був укладений в 1299 році. Згідно з іншою версією, Нілюфер була наложницею-рабинею, а не дружиною, і увійшла в гарем незадовго до народження сина. Ашікпашазаде, вважав, що син Нилюфер, Мурад I, народився приблизно в 1326 році, і тому, що вона не могла бути дочкою Текфур Ярхісара, викраденої більше двадцяти п'яти років перед цим .
- Мурад I (29 червня 1326 — 28 червня 1389)[10]

2. Аспорча-хатун — гречанка; згідно з легендами — дочка візантійського імператора Андроніка III або Андроніка II, шлюб з якою був укладений приблизно в 1320 році [46]. Згідно з іншою версією, саме Аспорча була дочкою Текфур Ярхісара, і тоді вона стала дружиною Орхана 1299 року.
- Ібрагім (1310 — страчений в 1360).[9]
- Фатьма-хатун[9]
- Сельчук-хатун[11] — була одружена з Сулейман-беєм, сином імператора Айдин Мехмеда II .

3. Теодора-хатун — дочка сербського царя Стефана Душана і Олени Болгарської. Шлюб укладений в 1342 году.
4. Теодора Кантакузіна — дочка візантійського імператора Іоанна VI Кантакузина та Ірини Асень. Шлюб укладений в травні 1346 года. Джерела не згадують про християнську процедурі одруження.
- Халіль (1347-страчений в 1360) — з 1359 року був одружений з Іриною Палеолог, дочкою візантійського імператора Іоанна V Палеолога і Олени Кантакузіна.[9]

5. Білун-хатун / Беялун-хатун. Так Ібн Баттута назвав дружину Орхана, з якою зустрівся в Бурсі.
6. Ефтандісе-хатун — фігурує в даруванні Орхана від 1324 року. Згідно місцем серед членів сім'ї, в якому вона згадана, вона була дружиною. Імовірно, Ефтандісе — дочка Акбашлу Гюндюз Альпа, дядька Орхана.
- Сулейман (1316—1359) — традиційно було прийнято вважати його матір'ю Нілюфер-хатун, ця версія сумнівна. Мав трьох синів і дочку. Імовірно — син Ефтендісе-хатун.[6]

7. Мелек-хатун — фігурує в даруванні Орхана від 1324 року. Згідно місця серед членів сім'ї, в якому вона згадана, вона була дружиною.
- Султан (1324—1347)[9], імовірно — син Мелек-хатун.

Від невідомої матері:
- Касим (пом. 1347)[9]